# Салманов, Митрофан Лаврентьевич
Митрофан Лаврентьевич Салманов (1 января 1925, Рамонь — 20 февраля 1984, Рамонь, Воронежская область) — командир пулемётного расчёта 318-го стрелкового полка (241-я стрелковая дивизия, 38-я армия, 1-й Украинский фронт), командир отделения взвода пешей разведки 894-го стрелкового полка (211-я стрелковая дивизия, 4-й Украинский фронт), старший сержант.

## Биография
Митрофан Лаврентьевич Салманов родился в крестьянской семье в деревне Париново Землянского уезда Воронежской губернии (в настоящее время Рамонский район Воронежской области). В 1941 году окончил 8 классов школы, работал в колхозе.
В марте 1943 года Берёзовским райвоенкоматом Воронежской области был призван в ряды Красной армии. С сентября 1943 года на фронтах Великой Отечественной войны.
В бою восточнее Винницы командир пулемётного расчёта старший сержант Салманов в бою восточнее Винницы выдвинулся вперёд со своим пулемётом и меткими выстрелами уничтожил расчёт пулемёта противника, чем обеспечил успех действиям своего подразделения. Приказом по 231-й стрелковой дивизии от 9 апреля 1944 года он был награждён орденом Славы 3-й степени.
Действуя в составе группы из пяти разведчиков в районе шоссе Львов — Стрый сержант Салманов, при обнаружении группы разведчиков противника, первым забросал их гранатами, а при их попытке спастись бегством, открыл огонь из автомата. Было уничтожено 11 разведчиков противника. В результате умелых действий разведчиков была уничтожена разведгруппа противника, пытавшаяся проникнуть в тылы подразделений РККА. Приказом по 211-й стрелковой дивизии от 26 сентября 1944 года он был награждён медалью «За отвагу».
1 октября 1944 года возле города Кросно командир отделения взвода пешей разведки сержант Салманов с ещё одним разведчиком по заданию командования проводили разведку путей из Польши в Чехословакию. При движении по намеченному маршруту на высоте 687 они обнаружили траншеи с солдатами противника. Тогда Салманов со вторым разведчиком скрытно приблизился к ним и стремительным броском ворвался в траншею, расстреливая солдат из автомата. Были уничтожены три солдата противника и захвачен ручной пулемёт и документы, которые были доставлены командованию. Приказом по 211-й стрелковой дивизии от 30 октября 1944 года он повторно был награждён орденом Славы 3-й степени. Указом Президиума Верховного Совета СССР от 26 ноября 1958 года он был перенаграждён орденом Славы 1-й степени.
Старший сержант Салманов, действуя в передовой группе наступающих войск, вместе с другими бойцами ворвался на автомашине «Виллис» в город Новы-Сонч, скрытно подобрался к траншее противника, гранатами уничтожил расчёт станкового пулемёта. Потом ворвался в траншею и огнём из автомата уничтожил шесть автоматчиков противника и захватил пулемёт. После чего открыл из него огонь по дому, в котором засели солдаты противника. Действия разведчиков, которыми командовал Салманов, вызвали панику в рядах врага, что способствовало успешному выполнению батальоном боевой задачи. Приказом по 38-й армии от 8 марта 1945 года он был награждён орденом Славы 2-й степени.
Старший сержант Салманов был демобилизован в 1950 году. Жил в посёлке Рамонь. С 1950 года по 1962 год работал участковым инспектором поселкового райфинотдела, а затем бригадиром на заводе. С 1962 года по 1977 год служил в войсках МВД.
Скончался Митрофан Лаврентьевич Салманов 20 февраля 1984 года.